# 諸橋愛
諸橋 愛（もろはし めぐむ、1977年7月21日 - ）は、新潟県西蒲原郡出身の競輪選手。日本競輪学校第79期生。日本競輪選手会新潟支部所属。師匠は小川隆（43期）。男性である。

## 来歴
新潟県立吉田商業高等学校出身。在学時に出場した全国高等学校総合体育大会自転車競技大会（インターハイ）では、4000メートル速度競走種目で優勝している。競輪学校の在校競走成績は32位（11勝）であった。
1997年4月13日、地元弥彦競輪場でデビュー（4着）。同年のルーキーチャンピオンレース（立川競輪場）では4着に入った。2005年の寬仁親王牌（青森競輪場）でG1初優参（8着）。 G3クラスでは、2004年の青森記念で初優勝。地元弥彦記念3連覇（2017年から2019年）を含め、2021年の四日市記念まで8度の優勝を記録している。
2017年の共同通信社杯競輪（武雄競輪場）で優勝してG2初勝利。同年の賞金額6位となり、初のKEIRINグランプリへの出場（結果は落車棄権、失格）を決めた。

## 特徴
関東地区を代表する追い込み選手の1人。シビアなレーススタイルで、自分が納得しない自力選手の後ろは回らない。3番手を回った2017年松戸記念では、番手の神山拓弥が後続をブロックした内を掬って優勝。賛否を呼んだ。かつては同地区の木暮安由との折り合いの悪さも知られていたが、平原康多の仲裁により和解している。